# Rebelião no leste da República Democrática do Congo em 2012-2013
A rebelião no leste da República Democrática do Congo em 2012-2013 refere-se ao conflito ocorrido entre o Movimento 23 de Março e o governo da República Democrática do Congo (RDC) na província de Quivu do Norte, sendo uma continuação dos combates que ocorrem desde o fim formal da Segunda Guerra do Congo em 2003.
Em abril de 2012, ex-soldados de etnia tutsi do Congresso Nacional para a Defesa do Povo (em francês:  Congrès national pour la défense du peuple, CNDP) se amotinaram contra o governo da República Democrática do Congo e o contingente de manutenção da paz da Missão da Organização das Nações Unidas para a Estabilização na República Democrática do Congo (MONUSCO). Os amotinados formaram um grupo rebelde chamado Movimento 23 de Março (M23), também conhecido como Exército Revolucionário Congolês, composto por ex-membros rebeldes do Congresso Nacional para a Defesa do Povo, supostamente patrocinados pelo governo do pais vizinho, Ruanda.  O antigo comandante do CNDP, Bosco Ntaganda, foi acusado de liderar o motim.
Em 20 de novembro de 2012, os rebeldes do M23 assumiram o controle de Goma, uma capital provincial com uma população de um milhão de pessoas. No final de novembro desse ano, o conflito forçou mais de 140 mil pessoas a fugirem de suas casas, de acordo com a agência de refugiados das Nações Unidas, além daquelas forçadas a deixarem suas casas por rodadas anteriores de combates na região. Depois de repelir um contra-ataque mal organizado do governo e fazer alguns ganhos adicionais, o M23 concordou em retirar-se de Goma por conta própria e deixou a cidade no início de dezembro.
Em 24 de fevereiro de 2013, onze nações africanas assinaram um acordo destinado a promover a paz na região. Em outubro, a República Democrática do Congo declarou às Nações Unidas que o movimento foi praticamente extinto depois de ser repelido para uma pequena área perto de Ruanda. Em 5 de novembro de 2013, o líder político do M23 anunciou o fim das operações militares e ordenou às suas tropas o desarmamento e a desmobilização. Assim, após derrotas significativas para uma ofensiva do governo apoiada pela ONU, o M23 se rendeu.
Este conflito é retratado no filme documentário "Virunga" da Netflix, que aborda o Parque Natural Virunga, palco deste conflito.